# Ozarkodinida
Ne doit pas être confondu avec le genre Ozarkodina appartenant à cet ordre.
Ordre
Familles de rang inférieur
- † Anchignathodontidae Clark, 1972
- † Cavusgnathidae Austin & Rhodes, 1981
- † Cryptotaxidae Klapper & Philip, 1971
- † Elictognathidae Austin & Rhodes, 1981
- † Gnathodontidae Sweet, 1988
- † Idiognathodontidae Harris & Hollingsworth, 1933
- † Kockelellidae Klapper, 1981
- † Mestognathidae Austin & Rhodes, 1981
- † Palmatolepidae Sweet, 1988
- † Polygnathidae Bassler, 1925
- † Pterospathodontidae Cooper, 1977
- † Spathognathodontidae Hass, 1959
- † Sweetognathidae Ritter, 1986

Synonymes
- † Polygnathida Barskov, 1995

Les ozarkodinides (Ozarkodinida en latin) forment un ordre éteint de conodontes. Ils font partie du clade des Prioniodontida, connus aussi sous le nom de "conodontes complexes". Il y a deux sous-ordres d'Ozarkodinida, les Prioniodinina et les Ozarkodinina. 

## Éléments des ozarkodinides

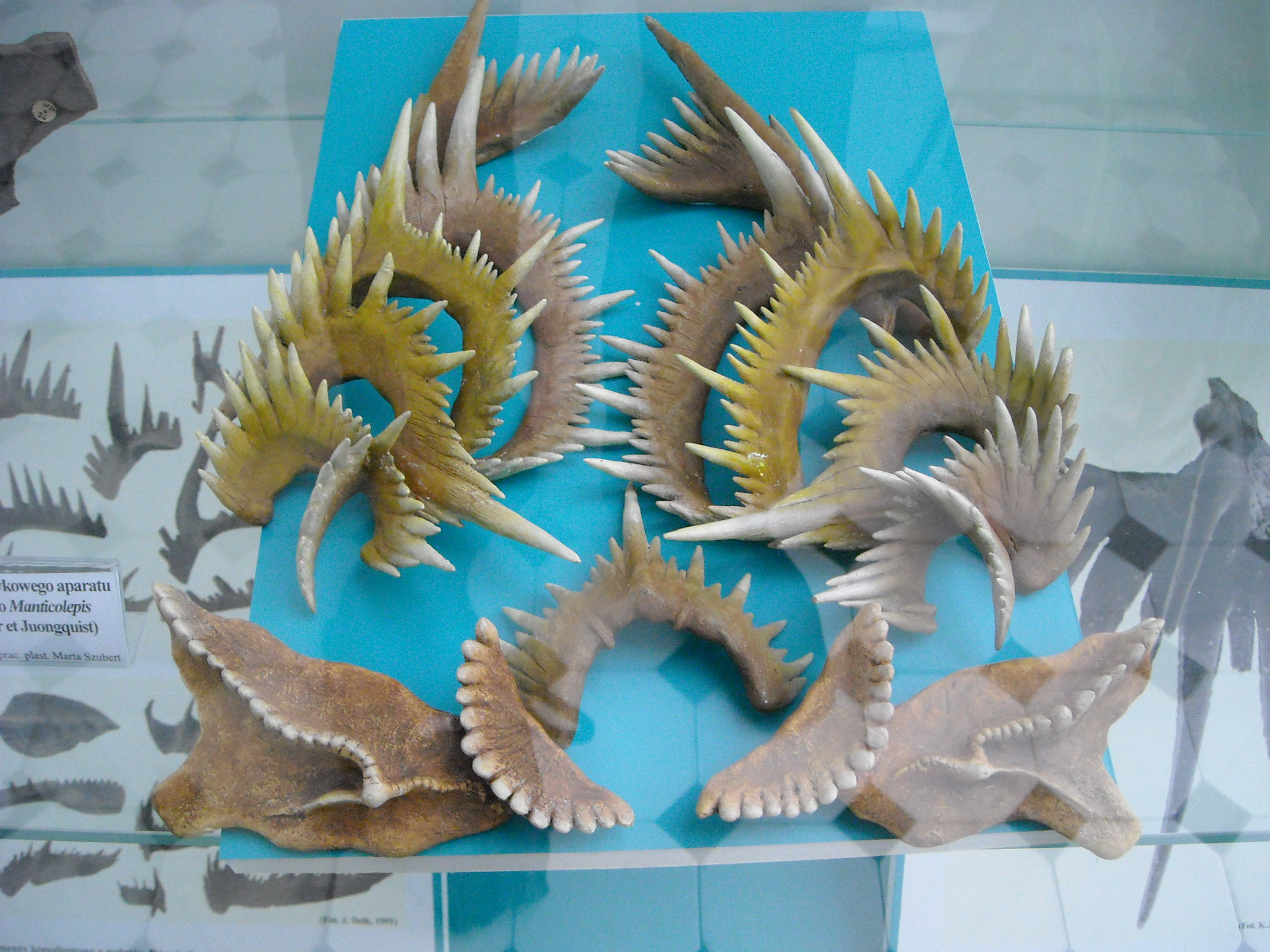
Maquette des éléments de Manticolepis subrecta (Palmatolepidae), un conodonte du Frasnien supérieur trouvé en Pologne - photographie prise au Musée de Géologie de l'Institut Polonais de Géologie de Varsovie.

Les appareils des ozarkodinides sont composés sur le devant d'un élément axial Sa, flanqué par deux groupes de quatre éléments allongés Sb et Sc qui devaient être inclinés obliquement. Au dessus de ces éléments se trouve une paire d'éléments M (makellés) arqués et pointant vers l'intérieur. À l'arrière, les éléments S-M sont positionnés transversalement et s'opposent bilatéralement aux éléments pectiniformes (c.à.d. en forme de peigne) Pb et Pa.

## Phylogénie
```
o 
Conodonta
 (éteint)
└─o 
Ozarkodinida
 (éteint)
  ├─o 
Spathognathodontidae
 (éteint)
  ├─o 
Pterospathodontidae
 (éteint)
  └─o
    ├─o 
Kockelellidae
 (éteint)
    └─o 
Polygnathacea
 (éteint)
      ├─o
      │ ├─o 
Polygnathidae
 (éteint)
      │ └─o
      │   ├─o 
Palmatolepidae
 (éteint)
      │   └─o 
Anchignathodontidae
 (éteint)
      └─o
        ├─o 
Elictognathidae
 (éteint)
        └─o
          ├─o
          │ ├─o 
Gnathodontidae
 (éteint)
          │ └─o 
Idiognathodontidae
 (éteint)
          └─o
            ├─o 
Mestognathidae
 (éteint)
            └─o
              ├─o 
Cavusgnathidae
 (éteint)
              └─o 
Sweetognathidae
 (éteint)
```